# أولمبياد الشطرنج ال45
أولمبياد الشطرنج ال45 (بالإنجليزية: 45th Chess Olympiad)‏ هي النسخة الخامسة والأربعون التي ينظمها الاتحاد الدولي للشطرنج (FIDE) ويتألف من البطولات المفتوحة والمسابقات النسائية، بالإضافة إلى العديد من الأحداث المصممة للترويج للعبة الشطرنج، من المقرر أن تقام في بودابست، المجر، في الفترة من 10 إلى 23 سبتمبر 2024. وسيكون أول أولمبياد للشطرنج يقام في المجر.